# أسرار ليلى
أسرار ليلى مسلسل أنمي ياباني من شركة أنيميشن إنترناشونال . عرض لأول مره في 11 ديسمبر 2001 واستمر حتى 26 مارس 2002 . تم دبلجة المسلسل بواسطة مركز الزهرة وعرض على قناة سبيس تون .

## وصلات خارجية
- أسرار ليلى على موقع IMDb (الإنجليزية)
- أسرار ليلى على موقع كينوبويسك (الروسية)
- أسرار ليلى على موقع ANN anime (الإنجليزية)